# Astragalus babatagii
Astragalus babatagii är en ärtväxtart som beskrevs av Mikhail Grigoríevič Popov. Astragalus babatagii ingår i släktet vedlar, och familjen ärtväxter. Inga underarter finns listade i Catalogue of Life.